# William Edward Hartpole Lecky

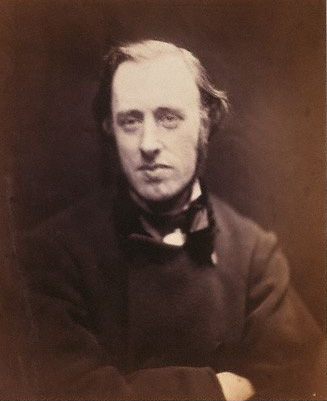
William Edward Hartpole Lecky, fotografía de 1868 por Julia Margaret Cameron.

William Edward Hartpole Lecky (26 de marzo de 1838 – 22 de octubre de 1903) fue un historiador y erudito irlandés.

## Obras
- A History of England in the Eighteenth Century (1878)[1]
- History of European Morals from Augustus to Charlemagne (1869)[2]
- Advertisement in New York Times seeking subscriptions to Memorial Fund (9 de julio de 1904)[3]